# 보리아 가푸리
보리아 가푸리(쿠르드어: وریا غەفووری, 페르시아어: وریا غفوری, Voria Ghafouri, 1987년 11월 19일 ~)는 이란의 축구 선수이며 포지션은 오른쪽 풀백, 오른쪽 측면 미드필더이다.